# 四里棚街道
四里棚街道，是中华人民共和国湖北省孝感市应城市下辖的一个乡镇级行政单位。

## 行政区划
四里棚街道下辖以下地区：
蒲东社区、盐矿社区、刘杨社区、大田村、张杨村、下新村、协合村、四杨村、复兴村、华山村、东十村、艾庙村、栗树村、孙熊村、光辉村和三姜村。